# Johannes Tonio Kreusch

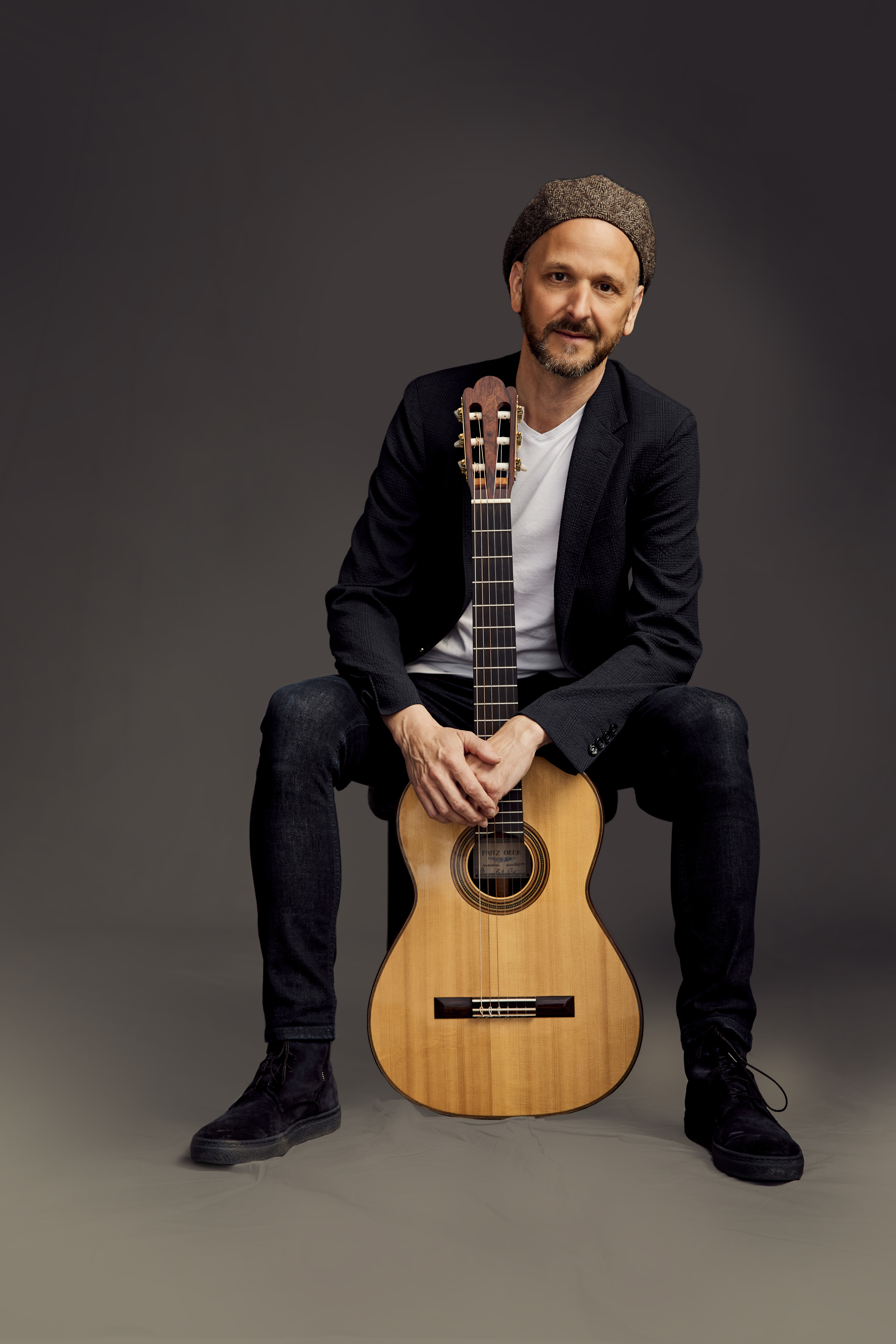
Johannes Tonio Kreusch

Johannes Tonio Kreusch (* 1970 in München) ist ein deutscher Gitarrist, Komponist und Musiklehrer.

## Leben und Wirken
Aufgewachsen ist Kreusch in Ottobrunn. Seine Mutter ist die Konzertpianistin und Musikpädagogin Dorothée Kreusch-Jacob. Er studierte bei Eliot Fisk und Joaquín Clerch am Salzburger Mozarteum und anschließend in der Meisterklasse von Sharon Isbin an der New Yorker Juilliard School klassische Gitarre. Seit seinem Debüt im Jahr 1996 tritt er als Solist und Kammermusikpartner im In- und Ausland auf. Er unterrichtet bei Seminaren, Fortbildungen und Meisterkursen im In- und Ausland.
Seine zahlreichen CD- und Rundfunkaufnahmen für Labels wie DGG, Arte Nova, BMG, Sony, Oehms Classics umfassen nicht nur das Standardrepertoire, sondern auch Weltersteinspielungen von zeitgenössischer Musik sowie eigene Kompositionen.
Neben der klassischen Musik widmet Kreusch sich auch der improvisierten Musik und dem Jazz. So arbeitete er in den letzten Jahrzehnten mit Musikern wie Ornette Coleman, Markus Stockhausen oder seinem Bruder, dem Pianisten Cornelius Claudio Kreusch, zusammen, mit welchem er einen eigenen Musikverlag für Zeitgenössische Musik gegründet hat. Durch seine Zusammenarbeit mit Komponisten entstanden zahlreiche neue Werke für Gitarre, u. a. widmete der kubanische Komponist Tulio Peramo Kreusch sein zweites Gitarrenkonzert.
Kreusch ist Autor zahlreicher gitarrenpädagogischer Publikationen und künstlerischer Leiter des Internationalen Gitarrenfestivals in Hersbruck und der Ottobrunner Konzerte.

## Preise und Auszeichnungen
Kreusch wurde unter anderem mit dem Preis der Deutschen Schallplattenkritik, dem „Leonhard- und Ida-Wolf-Gedächtnispreis für Musik der Landeshauptstadt München“, dem französischen „Classica Repertoire“ Preis und dem „Artist International Award, New York“ ausgezeichnet.

## Diskografische Hinweise
- 2020 – Carlos Barbosa-Lima & Johannes Tonio Kreusch: El Manisero
- 2020 – Cornelius Claudio Kreusch, Anthony Cox, Johannes Tonio Kreusch: Gestalt!
- 2012 – Hommage à Heitor Villa-Lobos
- 2010 – Melting Box
- 2008 – Art of the Guitar
- 2006 – Crystallization
- 2003 – panta rhei, mit Markus Stockhausen
- 2001 – Inspiración
- 2000 – Portraits of Cuba
- 1999 – Villa-Lobos: Ginastera
- 1994 – Ginastera – Bach – Brouwer